# Joe Jonas
Joseph Adam Jonas, forkortet Joe Jonas (født 15. august 1989 i Casa Grande, Arizona) er en amerikansk sanger, musiker og skuespiller. Joe er medlem af bandet Jonas Brothers sammen med sine to brødre, Nick og Kevin. Han er desuden kendt for rollen som Joseph Lucas i Disney Channel-serien J.O.N.A.S.
Bandet Jonas Brothers blev opløst i 2013, men blev i 2019 samlet igen, hvor de udgav singlen "Sucker". I det følgende år udgav de dokumentaren "Chasing Happiness" som skildrede brødrenes opvækst, og hvad der gik galt for gruppen dengang. Herefter udkom albummet "Happiness Begins", som de tog på turne med rundt i Amerika og Europa i efteråret og vinteren 2019/2020.

## Biografi
Joseph Adam Jonas blev født i Casa Grande, Arizona, som søn af Denise, en tidligere tegnsprogslærer og sanger, og Paul Kevin Jonas, Sr., en sangskriver, musiker og tidligere ordineret præst ved en Assemblies of God kirke, som er en pinsekirke.

## Skuespillerkarriere
Den 17. august 2007 var  Jonas Brothers gæstestjerner i en episode af Hannah Montana. Episoden debuterede efter premieren på High School Musical 2 og et smugkig på Disney Channels nye seriePhineas og Ferb. Episoden brød ”basic cable”-rekorder, med en rekord på 10,7 millioner seere og blev ”basic cables” mest sete serie nogensinde.
Joe og hans brødre, filmede en Disney Channel Original Movie kaldet Camp Rock hvor de spiller et band, som hedder "Connect 3." Joe spiller den mandlige hovedrolle, forsangeren i Connect 3 "Shane Gray"; Nick spiller rollen som "Nate," en guitarist; og Kevin spiller rollen som "Jason," også en guitarist. Et soundtrack til filmen blev udgivet d. 17. juli 2008.
Disney Channel-realityserien, Jonas Brothers: Living the Dream, havde premiere på Disney Channel d. 16. maj 2008 i USA. Showet dokumenter brødrenes liv på deres  Look Me in the Eyes Tour.
Joe var sammen med brødrene Kevin, Nick og Frankie, med i deres egen Disney Channel serie, der hedder JONAS, som blev vist på Disney Channel i USA. Jonas kom til Danmark i 2009.

## Privatliv
Joe Jonas er bror til Kevin Jonas og Nick Jonas, som han danner bandet Jonas Brothers med. Derudover er han bror til Frankie Jonas.
Jonas datede Taylor Swift i tre måneder i 2008.Jonas datede skuespilleren Camilla Belle, som var med i Jonas Brothers' "Lovebug" musikvideo, i nogle få måneder fra sidst i 2008 og til midten af 2009.
Jonas var romantisk sat sammen med Demi Lovato i et par år, men Lovato afslørerede senere, at de udelukkende datede i "en måned eller to" i 2010.
Jonas datede Twilight-skuespiller Ashley Greene fra sommeren 2010 og frem til marts 2011. Forholdet var ret seriøst, og Jonas har udtalt, at han mistede sin mødom til Greene.
Jonas datede Gigi Hadid fra oktober 2014 til november 2015. Kun to uger efter deres brud begyndte Hadid at date Zayn Malik.
Jonas begyndte at date skuespilleren Sophie Turner i 2016, og parret blev forlovet i oktober 2017. De blev gift den 1. maj 2019 i Las Vegas, Nevada, og afholdte senere et mere formelt bryllup i Frankrig. Turner fødte parrets første barn, datteren Willa, den 22. juli 2020. I sommeren 2022 fik parret endnu en datter. Parret meddelte i september 2023, at de skal skilles.

## Hitliste positioner
| År   | Titel                          | Hitliste positions | Album     |
| År   | Titel                          | U.S.               | Album     |
| ---- | ------------------------------ | ------------------ | --------- |
| 2008 | "This Is Me" (med Demi Lovato) | 9                  | Camp Rock |
| 2008 | "Gotta Find You"               | 30                 | Camp Rock |

## Filmografi

### Film
| Film         | Film                                      | Film       | Film                                                                 |
| År           | Titel                                     | Rolle      | Noter                                                                |
| ------------ | ----------------------------------------- | ---------- | -------------------------------------------------------------------- |
| 2008         | Best of Both Worlds Concert               | Sig selv   | 3D Koncert film                                                      |
| 2008         | Camp Rock                                 | Shane Gray | Lavet til tv                                                         |
| 2009         | Jonas Brothers: The 3D Concert Experience | Sig selv   | 3D Koncert film                                                      |
| 2009         | Band in a Bus                             | Sig selv   | Reality DVD                                                          |
| 2009         | Nat På Museet 2”                          | Kerub      | Film                                                                 |
| 2010         | Camp Rock 2                               | Shane Gray | Lavet til tv                                                         |
| TV           |                                           |            |                                                                      |
| År           | Titel                                     | Rolle      | Noter                                                                |
| 2008         | Jonas Brothers: Living the Dream          | Sig selv   | Reality serie                                                        |
| 2009         | JONAS                                     | Joe Lucas  | Disney Channel Original Serie                                        |
| Gæstestjerne |                                           |            |                                                                      |
| År           | Titel                                     | Rolle      | Noter                                                                |
| 2007         | Hannah Montana                            | Sig selv   | "Me and Mr. Jonas and Mr. Jonas and Mr. Jonas" (Sæson 2, Episode 16) |
| 2008         | Disney Channel Legene 2008                | Sig selv   | Tredje årlige                                                        |
| 2008         | Studio DC: Almost Live                    | Sig selv   | Andet show                                                           |
| 2008         | Extreme Makeover: Home Edition            | Sig selv   | "The Akers Family" (Sæson 6, Episode 2)                              |
| 2008         | Disney Channel's Totally New Year 2008    | Sig selv   | Disney Channel special Nytårs event                                  |
| 2009         | Saturday Night Live                       | Sig selv   | 14. februar, 2009                                                    |